# Caeciliidae
Caeciliidae är en familj av groddjur som ingår i ordningen maskgroddjur. Enligt Catalogue of Life omfattar familjen Caeciliidae 121 arter. 
Tillhörande arter förekommer i Central- och Sydamerika från Costa Rica till södra Bolivia och södra Brasilien, kanske även i Paraguay.
Släkten enligt Catalogue of Life:
- Atretochoana
- Boulengerula
- Brasilotyphlus
- Caecilia
- Chthonerpeton
- Crotaphatrema
- Dermophis
- Gegeneophis
- Geotrypetes
- Grandisonia
- Gymnopis
- Herpele
- Hypogeophis
- Idiocranium
- Indotyphlus
- Luetkenotyphlus
- Microcaecilia
- Mimosiphonops
- Nectocaecilia
- Oscaecilia
- Parvicaecilia
- Potomotyphlus
- Praslinia
- Schistometopum
- Scolecomorphus
- Siphonops
- Sylvacaecilia
- Typhlonectes

Enligt Amphibian Species of the World utgörs familjen bara av 2 släkten:
- Caecilia, 33 arter.
- Oscaecilia, 9 arter.